# 12035 Ruggieri
12035 Ruggieri eller 1997 CP13 är en asteroid i huvudbältet som upptäcktes den 1 februari 1997 av den italienska astronomen Vittorio Goretti i Pianoro. Den är uppkallad efter den italienska amatörastronomen Guido Ruggieri.
Asteroiden har en diameter på ungefär 6 kilometer.